# 호치민 공산주의 청년 연합
호치민 공산주의 청년 동맹(베트남어: Đoàn Thanh niên Cộng sản Hồ Chí Minh)은 1931년 3월 26일 설립된 베트남 공산당 치하의 청년 조직으로, 베트남에서 가장 큰 청년 조직이다. 과거의 호치민 노동 청년 동맹에서 현재 이름으로 바꾸었다. 적시한 공식 이념은 마르크스-레닌주의와 호치민 사상이며, 베트남 공산당 중앙위원회에 의해 설립되었다. 현재 호치민 공산주의 청년 동맹의 영수 (영원한 지도자)는 호치민이며, 서기장은 Nguyễn Đắc Vinh이다. 베트남 하노이에 중앙 당사가 위치해 있다.